# Peter Dowd
Peter Christopher Dowd (né le 20 juin 1957) est un homme politique britannique du parti travailliste. Il est élu député pour Bootle depuis mai 2015.

## Jeunesse
Il est né et grandit au cœur de Bootle au sein d'une grande famille ouvrière avec une longue histoire d'activisme au sein du parti. Éduqué dans les écoles primaires et secondaires et les collèges locaux, il obtient des diplômes de premier cycle et de troisième cycle des universités de Liverpool et de Lancaster.

## Carrière politique
Les grands-oncles de Dowd, Simon et Peter Mahon, sont des députés travaillistes. Il est conseiller du comté de Merseyside de 1981 à 1986 dans le quartier de Bootle numéro 1 (Hawthorne). Il devient conseiller de l'arrondissement de Sefton en 1991 lorsqu'il remplace Joe Benton pour le quartier de Derby.
Il est conseiller du quartier Derby de 1991 à 2003 avant de s’installer dans le quartier St Oswalds (Netherton et Marion Square). Il est président de l'autorité de lutte contre les incendies de Merseyside dans les années 1990. Il est élu chef du groupe travailliste de Sefton après le décès de Dave Martin et est chef jusqu'en 2015. Il est chef du conseil Sefton de 2011 à 2015.
Il est l'un des 48 députés travaillistes à avoir voté contre la deuxième lecture du projet de loi du gouvernement sur la réforme de l'aide sociale et le travail social, qui prévoyait des réductions de 12 milliards de livres sterling le 20 juillet 2015. Ce faisant, ils ont défié la direction du parti, qui avait ordonné aux députés de s'abstenir.
En février 2017, il est nommé au poste de Secrétaire en chef du Trésor du cabinet fantôme.